# Beltanodus
Beltanodus is een geslacht van uitgestorven longvissen dat tijdens het vroege Trias leefde in het gebied van het huidige Madagaskar.
Laurence L. Beltan beschreef in 1968 een afdruk van een schedeldak dat toegewezen werd aan een Paraceratodus sp.
De typesoort Beltanodus ambilobensis werd in 1981 benoemd door Hans-Peter Schultze. De geslachtsnaam eert Beltan en combineert diens naam met een verwijzing naar Ceratodus. De soortaanduiding verwijst naar de herkomst bij Ambilobe.
De soort is alleen bekend van één afgietsel van een schedeldak uit het noorden van Madagaskar.
Het schedeldak heeft een reeks van drie zijplaten per zijde. Er zijn brede A-B-elementen. Uit een centraal E-F-element ontspruit een smalle snuit naar voren toe, een basaal kenmerk. Het centrale wandbeen is groot.
Beltanodus is gevonden in een zoetwaterafzetting.